# Xyris
Xyris es un género de plantas con flores perteneciente a la familia Xyridaceae. El género comprende un centenar de especies en la Guyana. Comprende 578 especies descritas y de estas, solo 361 aceptadas.

## Descripción
Es una planta herbácea con hojas lineares que surgen de una agrupación basal. Las pequeñas flores son amarillas y se agrupan en cabezas esféricas o cilíndricas de inflorescencias. Las flores crecen desde las axilas de las brácteas coriáceas. El fruto es una cápsula dehiscente. 

## Taxonomía
El género fue descrito por Carlos Linneo y publicado en Species Plantarum 1: 42. 1753. La especie tipo es: Xyris indica L. 

## Especies seleccionadas
- Xyris aberdarica
- Xyris acrophila
- Xyris acuminata
- Xyris acutifolia
- Xyris adusta